# Eider Cardeñosa
Eider Cardeñosa Etxeberria (Vitoria, 12 de mayo de 1995) es una karateca alavesa que practica la modalidad shinkyokushinkai. 

## Biografía
Eider Cardeñosa nació en Vitoria en 1995. Se graduó en 2017 en Trabajo Social. Es monitora de aeróbic y step en los centros cívicos del ayuntamiento de Vitoria con buena valoración. Como monitora de actividades dirigidas, imparte clases de abdominales, cardio box y body jump en el gimnasio Fitness Vitoria, donde también entrena y ejerce como profesora de karate.

## Trayectoria
Formada en la Escuela de Karate Fitness Vitoria, practica la modalidad de karate shinkyokushinkai.
Ha obtenido el Oro en categoría -55kg femenino en el Campeonato de Europa de 2020 y en el Open de Austria (Viena) de 2017. Fue Bronce en el Campeonato de Europa Shinkyokushinkai senior en la modalidad de kumite -50kg, celebrado en Tbilisi, Georgia en 2016. Oro en -50 kg en el XXXVI Campeonato de España de karate en la modalidad shinkyokushinkai, 2016. Bronce en el Campeonato de Europa de karate sub-22, Polonia, 2015. Plata en senior ligeros en el Campeonato de España de Shinkyokushinkai, 2015.

## Palmarés
| Open                          | Año  | Clasificación |
| ----------------------------- | ---- | ------------- |
| Campeonato de Europa, Bélgica | 2020 | 1º            |
| Open de Austria               | 2017 | 1º            |
| Campeonato de España          | 2017 | 2º            |
| Branko Bosnia de Croacia      | 2016 | 2º            |
| Campeonato de Europa, Georgia | 2016 | 3º            |
| Campeonato de España          | 2016 | 1º            |
| Branko Bosnia de Croacia      | 2015 | 2º            |
| Campeonato de Europa, Polonia | 2015 | 3º            |
| Campeonato de España          | 2015 | 2º            |

## Premios y reconocimientos
- Trofeo al espíritu por su actuación en el Open de Austria (Viena), 2017.[6]
- Trofeo a la competidora con más espíritu en las ediciones 2015 y 2016 del Branko Bosnia de Croacia.